# نمسیس (آلبوم استراتواریوس)
«نمسیس» (به انگلیسی: Nemesis) آلبومی از استراتوواریوس است که در ۲۲ فوریه ۲۰۱۳ منتشر شد.